# باربرا ماركس هابارد
باربرا ماركس هابارد (بالإنجليزية: Barbara Marx Hubbard)‏ هي كاتِبة أمريكية، ولدت في 22 ديسمبر 1929، وتوفيت في 10 أبريل 2019 بسبب مرض معد.

## وصلات خارجية
- باربرا ماركس هابارد على موقع IMDb (الإنجليزية)
- باربرا ماركس هابارد على موقع قاعدة بيانات الفيلم (الإنجليزية)